# Gestión vincular
El surgimiento de la gestión vincular o relacional (o relationship management o organization-public-relationship, en inglés) como un nuevo paradigma de la investigación científica en Relaciones Públicas se debe al retorno a la preocupación fundacional de la disciplina: los vínculos que los individuos y/o las organizaciones establecen con sus stakeholders. 
El paradigma vincular provee un marco teórico que explora la “contribución de las Relaciones Públicas a la construcción del capital social de las organizaciones” (Baro, 2011). Sobre la base de diferentes teorías, tales como la teoría de stakeholders, la teoría reticular, y la teoría de vínculos, entre otras, la gestión vincular busca administrar los stakeholders de la organización, de los vínculos que con ellos establece, y de los recursos que a través de ellos canaliza, para maximizar su capital social.
El enfoque fue primeramente desarrollado por Mary Ann Ferguson en 1984. Desde entonces, y de la mano de prestigiosos investigadores como Grunig, Broom, Casey, Ritchey, Ledingham, y Huang, la gestión vincular ha emergido como la principal área de desarrollo teórico de Relaciones Públicas en el mundo.